# Gladstone (Katze)

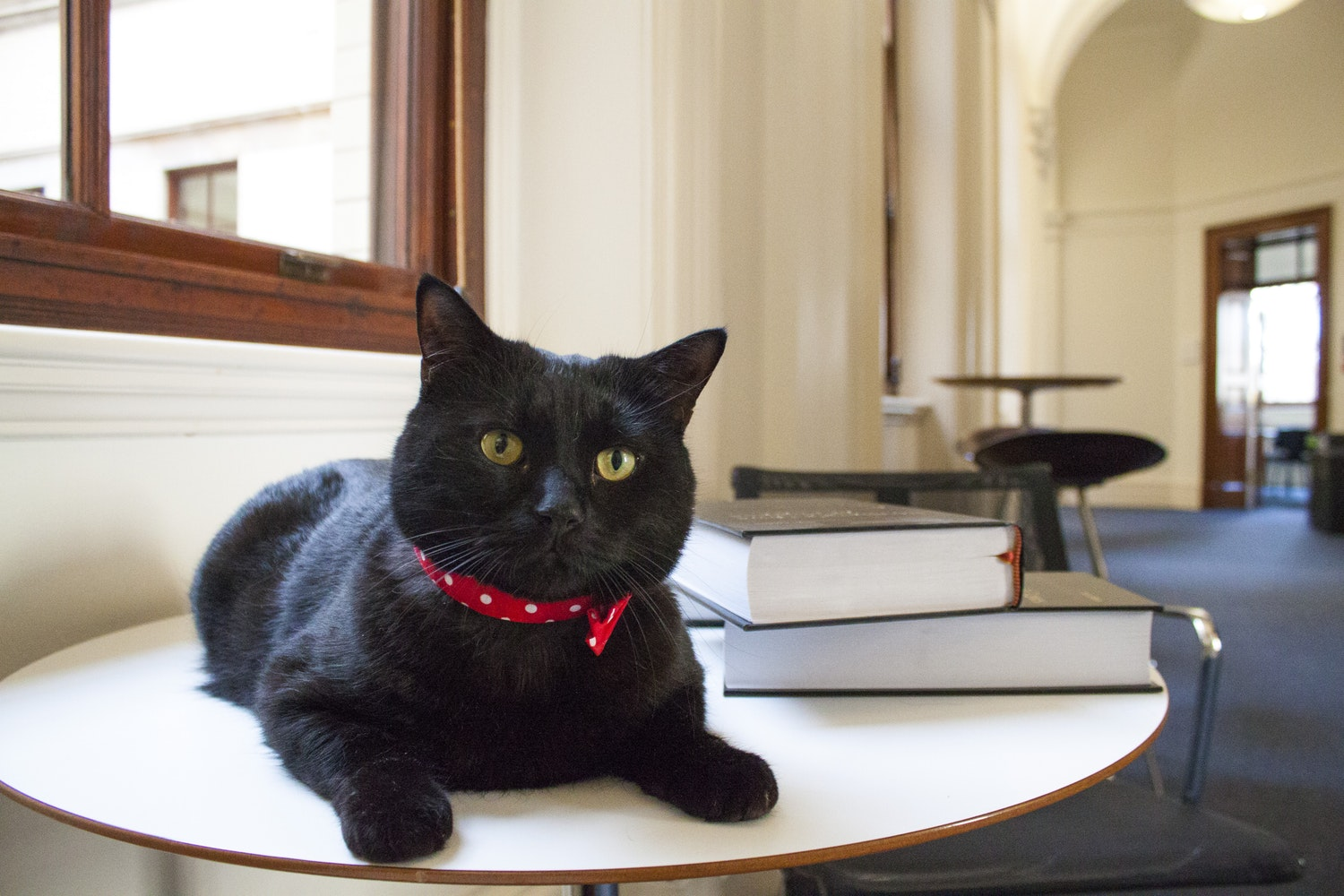
Gladstone im Jahr 2017

Gladstone (geboren ca. November 2014) ist eine Kurzhaar-Hauskatze, die im britischen Finanz- und Wirtschaftsministerium HM Treasury in Whitehall residiert. Sie wurde im Juni 2016 zum Chief Mouser of HM Treasury (in etwa: „Oberster Mäusejäger des Schatzamts Ihrer Majestät“) ernannt, ein Titel ähnlich dem Chief Mouser to the Cabinet Office.

## Leben
Gladstone war ein streunender Kater, der im Mai 2016 in London aufgelesen und zum Battersea Dogs & Cats Home gebracht wurde, wo er den Namen „Timmy“ erhielt. Die Idee, eine Katze offiziell als „Chief Mouser“ zu ernennen, wie es bereits in 10 Downing Street und im Foreign and Commonwealth Office üblich ist, stammte von John Kingman, ein früherer leitender Sekretär des Ministeriums. Im Juni kam Timmy in das Ministerium und wurde in „Gladstone“ umbenannt. Er ist benannt nach dem viermaligen britischen Premierminister William Ewart Gladstone.
Obwohl er bereits seit Ende Juni im Gebäude lebte, erfolgte seine offizielle Ernennung erst am 29. Juli 2016. Durch das Ergebnis des EU-Mitgliedschaftsreferendums im Vereinigten Königreich im Juni 2016 verzögerte sich die Presseerklärung. Zunächst in einem Büro untergebracht, darf sich Gladstone nach einer Einführungsphase frei auf dem Grundstück bewegen. Kost und Logis werden anteilig von den Mitarbeitern des Ministeriums übernommen.